# Клуб
Клуб (от англ. clob или club через нем. club) — место встречи людей с едиными интересами (деловыми, познавательными, развивающими, развлекательными, состязательными и прочими), зачастую официально объединённых в сообщество, организацию или ассоциацию.
Обычно занимает определённое помещение и служит для регулярных встреч и общения своих участников. Также существуют и виртуальные клубы. Участником клуба может стать любой желающий (открытый доступ), или лицо, принадлежащее к ограниченному кругу (закрытый клуб, доступ в который можно получить только по рекомендации).  Для доступа в некоторые клубы требуется приобретать входной билет, другие действуют на бесплатной основе (за счёт спонсирования государством или частными лицами).

### Спортивные
Современные спортивные клубы — это профессиональные или любительские организации, имеющие название, логотип, команду спортсменов, инфраструктуру, систему управления, обслуживающий персонал.
Например:
- Футбольный клуб;
- Хоккейный клуб;
- Баскетбольные клубы.

### Автомобильные клубы
Автомобильный клуб — это клуб для владельцев или любителей какой-либо марки или модели автомобиля.

### Культурно-просветительские учреждения
В СССР и ряде социалистических стран клубами также назывались культурно-просветительские учреждения, организующие досуг трудящихся и способствующие их коммунистическому воспитанию, образованию, развитию творческих потребностей. В 20—30-е годы XX века в СССР началось активное клубное строительство, чему в немалой степени способствовало активное профсоюзное движение. Крупные или центральные клубы этого типа в дальнейшем получали название Домов и Дворцов культуры.
Из десяти реализованных в Москве и области проектов рабочих клубов шесть принадлежат архитектору К. С. Мельникову. Все шесть клубов этого периода отличаются по форме, размеру и функциональности. Однако можно выделить две общих для всех клубных построек Мельникова черты: гибкая система залов, которая предполагала возможность объединения и разделения помещений мобильными перегородками и активное использование наружных лестниц, что позволяло сэкономить внутреннее пространство учреждений культуры.
- Клуб фабрики «Свобода»;
- Дом культуры им. И. В. Русакова;
- Дворец культуры Дулёвского фарфорового завода;
- Клуб фабрики «Буревестник».

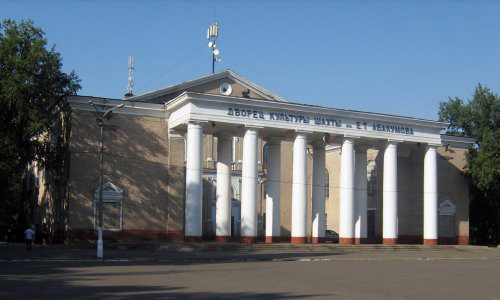
Дворец культуры шахты им. Е. Т. Абакумова. Архитектор К. К. Бартошевич

В послевоенное десятилетие в СССР активно разрабатывались типовые проекты клубов. Широко использовались в строительстве типовые проекты клубов на 300 и 500 мест (архитектор К. К. Бартошевич), на 400 мест (архитектор Игорь Евгеньевич Рожин). Типовые клубы тех лет отличались заимствованием приёмов и форм исторических стилей. При проектировании клубов, например, использовались осевые симметричные объёмы с портиками, в подражание классическим типам зданий (храмам, базиликам, биржам и т. п.).

#### Досуговые клубы
Служат для объединения людей в связи с теми или иными интересами, носящими развлекательный характер:
- музыкальные клубы (в том числе рок-клубы: см. Ленинградский рок-клуб);
- танцевальные клубы (имеются в виду также коллективы людей с ограниченным и постоянным членством, в отличие от «ночных клубов» и иных заведений, в названии которых слово «клуб» может не иметь этого смысла).

#### Ночные клубы
Ночно́й клуб (англ. night club) — общественное заведение, работающее обычно после 21:00, предназначено для свободного времяпрепровождения (как правило, для молодёжи).
Обычно в таких клубах есть бар, танцпол, чил-аут (место, в котором можно посидеть в тихой обстановке с более спокойной музыкой). Часто в клубах присутствует дресс-код и фейс-контроль. Для клубов нет особого единого формата, так как каждый клуб специализируется на своей целевой аудитории посетителей.

### Клубы по интересам
Клубы по интересам (хобби) к какому-либо виду занятия или науке:
- военно-исторические клубы (например, клубы реконструкторов);
- клубы (КДИ) и объединения Друзей игры (ОДИ)[4]
- клубы любителей книги (КЛК, Книжный клуб):
  - клубы любителей фантастики (КЛФ);
- клубы филателистов;
- эсперанто-клубы — сообщества людей, объединённые общим интересом к международному языку эсперанто;
- математические, физические и пр. клубы любителей науки;
- клубы по охране памятников архитектуры (например, Клуб «За старую Прагу»).

### Клубы по социальному статусу
- Женские клубы;
- Детские клубы — для организации досуга детей, по различным направлениям и интересам (спортивные, музыкальные кружки, моделирование, рукоделие и т. п.), см. также ЦДЮТ;
- Студенческие клубы;
- Военные, военно-патриотические и ветеранские клубы (например, Клуб генералов Войска Польского).

### Политические клубы
Объединяют политические организации и целые государства, страны и регионы, связанные каким-либо общим интересом (см., например, Ядерный клуб).

### Деловые клубы
Объединение бизнесменов и предпринимателей, иногда в определённой отрасли, с целью обмена опытом, налаживания контактов, общения.
- Клубы ИТ-директоров;
- Бизнес-клуб «Собрание»;
- Клуб совместных идей «Эхо»;
- Московские нефтегазовые конференции;
- Московский Английский Клуб;
- Киевский клуб предпринимателей;
- Бизнес-клуб «MoneyFest»;
- Деловой клуб «Эталон»;
- Клуб предпринимателей 500.

### Армейские клубы
В Вооружённых силах СССР и Российской федерации существовали и существуют клубы. Клуб может именоваться Солдатским, Полковым или Офицерским.

### Фан-клубы
Фан-клуб — сообщество людей, объединённых почитанием и общим интересом по отношению к известному человеку или группе знаменитостей. Такими объектами почитания чаще всего выступают музыканты или спортивные клубы.

## История до XX столетия
Изначально «клубы» — не по названию, но как идея организации людей с общими интересами — появились в античности. Все желающие объединялись в большие группы, которые регулярно собирались в определённом месте и обсуждали интересующие их проблемы, делились знаниями и опытом. После эпохи Средневековья под словом клуб понималась организация, для посещения собраний которой нужно было стать её членом, внести плату, разделять общие интересы и следовать правилам группы.
В XVII—XVIII столетиях с повсеместным распространением в Европе чая и кофе стали появляться соответствующие клубы. Это были довольно респектабельные общества — «джентльменские клубы», куда было не просто попасть постороннему человеку. Они быстро превратились в места обсуждения важных общественных, политических и экономических тем.
К XIX веку свои клубы имелись у всех уважающих себя сообществ. Существовали клубы офицеров, моряков, судей, членов парламента, адвокатов, учёных и т. д. Для совместных собраний на средства от членских взносов покупались земельные участки, где строились клубные здания, либо помещения арендовались у других собственников.
Тогда же понятие клуб стало применяться к различным организациям, которые не ставили основной целью общение, но тем не менее объединялись под общими интересами. Появлялись атлетические, альпинистские, шахматные, спортивные, литературные, автомобильные, музыкальные, художественные клубы.

### Англия
В Англии клубами назывались собрания знакомых и друзей, которые проводили совместные застолья, собирались в тавернах. Один из первых клубов был основан сэром Уолтером Рэли, в таверне Мермайд, под именем Bread или Friday Street Club; среди его членов известны Шекспир, Бомонт, Флетчер и другие. Бен Джонсон считается основателем Devil Tavern Club, у Темпль-Бара.
В конце XVII века появились политические клубы: White’s Club, основанный тори, Brooks’s Club — вигами. В Kit-Cat Club (по имени пирожника Христофора Ката) входило 40 человек из приверженцев Ганноверского дома и вместе с тем любителей бараньих паштетов; в нём участвовали герцог Мальборо, граф Сандерленд, лорд Галифакс, Роберт Уолпол. В Brother’s Club состояли членами Болингброк, Гарлей, Свифт. В 1764 году был основан клуб Джонсона, переименованный в 1779 году в литературный клуб (Literary Club). Вокруг Джонсона группировались здесь Оливер Голдсмит, Рейнольдс, Борк, Гиббон, Гаррик. Athenaeum Club, специально для литераторов, художников, государственных деятелей и т. п., был основан в 1827 году; одним из первых членов его являлся Вальтер Скотт.
В XIX веке главными политическими клубами были: Карлтон-клуб (Carlton Club), основанный герцогом Веллингтоном, the Conservative, the Junior Carlton, the S. Stephen’s, the Reform, the Devonshire, the Union, the Eighty Club. Первые три клуба составляли сосредоточие консервативной партии; последний основан в 1880 году наиболее выдающимися сторонниками Гладстона. Вообще в каждом более или менее значительном городе — тори, виги и унионисты имели свой клуб.
У каждой профессии были свои клубы: университетский мир имел the United University, Oxford and Cambridge, the New University; армия и флот — the United Service, the Junior United Service, the Army and Navy; для дипломатов существовал St. James Club; затем были the Traveler’s Club, the East India United Service, the Oriental и т. п. Целый ряд картин изображает постоянных членов шахматных клубов и саму атмосферу, царившую на заседаниях подобных клубов, появившихся ещё в XVIII веке, но именно в XIX веке получившим национальную и даже международную известность. Британский художник Томас Лиминг изобразил сцену из жизни провинциального шахматного клуба на картине «Портреты джентльменов из Херефордского шахматного общества» в 1815 и 1818 годах.
Условия принятия в клубы были разнообразны. Первоначальный взнос — от 15 до 40 фунтов стерлингов, ежегодный — от 10 до 20 фунтов стерлингов, число членов — от 500 до 2 000.
В XIX веке появились многочисленные Working Men’s Clubs, где рабочие сходятся для беседы, чтения газет и т. п. Также появилось много специально женских клубов. Типичным клубом интеллигентной женщины среднего круга, вынужденной добывать себе средства к жизни уроками или другими занятиями, был Somerville Club в Лондоне, который в 1894 году насчитывал более 800 членов-женщин, и в который мужчинам разрешался доступ только в качестве гостей. Во главе клуба стоял комитет из 20 женщин; при поступлении взимался единовременный взнос в 10 шиллингов и столько же ежегодно. Два раза в неделю проводились дебаты и лекции по разнообразнейшим вопросам, преимущественно текущей общественной жизни; раз в месяц — концерт и танцевальный вечер. Первый клуб работниц — Soho Club, основанный девушкой из интеллигентных сфер, мисс Стенли. По его образцу возникло в Лондоне более 20 других клубов для фабричных работниц и женщин, живущих шитьём и другими занятиями. Членский взнос там составлял 2 шиллинга, кухня очень дешёвая; при клубах читальные залы, залы для музыки и танцев, аудитория; везде читались лекции, обсуждались вопросы общественной и профессиональной жизни. Существовали в Англии и такие клубы, которые вовсе не имели в виду доставлять своим членам возможность приятного или полезного препровождения времени, а задавались особыми целями. Таков был, например, альпийский клуб или Benefit Clubs. В них сохранилось основное значение слова club как складчины; это больничные, похоронные, вдовьи, сиротские и другие кассы.

### США
В США в XIX веке были распространены лишь чисто политические клубы. Долго они не имели даже отличительных признаков клуба — постоянного существования и регулярных собраний в определённом месте: они учреждались на время президентских кампаний и прекращали своё существование по окончании выборов. В 1860 году республиканские клубы развили оживлённую деятельность при избрании Линкольна. После гражданской войны в США возникли постоянные клубы, которые служат для молодёжи школой в деле защиты интересов партии. В штате Нью-Йорк союзы, известные под именем Таммани и Ирвинг-Галль, тоже приближались к типу таких клубов. В 1887 году состоялось в Нью-Йорке национальное собрание республиканских клубов США; было до 1500 делегатов, в том числе много сенаторов, депутатов, бывшие министры и губернаторы. В этом собрании обсуждались вопросы об увеличении количества республиканских клубов и о лучшей их организации. Собрание имело большое влияние на результат президентских выборов 1888 года.

### Франция
Во Франции для обозначения клуба употребляется слово cercle, что первоначально означало собрание княгинь и герцогинь, которые в присутствии королевы сидели, образуя круг. Впоследствии это понятие расширилось, и при Людовике XIV cercle означало собрание мужчин и женщин, сходившихся по вечерам для беседы. Затем появились клубы в эпоху великой революции, чисто политические, совершенно прекратившие своё существование при консульстве. Июльская революция 1830 года породила в Париже два политических клуба: Société des amis du peuple и Société des droits de l’homme, но они имели лишь мимолётное существование, как и многочисленные клубы, возникшие в 1848 году, из которых наиболее известен клуб, основанный под именем Société républicaine centrale Луи Огюстом Бланки. Все эти клубы были закрыты после июльского восстания.
В XIX веке французские cercles — это клубы по образцу английских, помещения для чтения журналов, для игры на бильярде, в карты и т. д. И во Франции клубы возникали с различными целями: литературные, художественные, политические, военные, торговые, духовные и т. д. Наиболее известны были в Париже: земледельческий клуб, жокей-клуб, артистический союз, Клуб Сен-Симона (исторический), клуб изящных искусств и т. д. Как всякие ассоциации, клубы находились в ведомстве министерства внутренних дел и подчинялись дирекции общественной безопасности.
Разрешение открыть клуб давалось лишь при определённых условиях, из которых главные: организация комитета, ответственного за все издержки, производимые от имени клуба; в клуб не имеют доступа женщины и несовершеннолетние, не допускаются азартные игры, дебаты о политических и религиозных вопросах; воспрещается изменять устав без разрешения администрации; каждый год представляется список всех членов и т. д. Эти условия не всегда соблюдались: некоторые клубы существовали исключительно благодаря азартным играм, другие не получали разрешений. С клубов, имеющих задачей одно лишь приятное препровождение времени, взимался особый налог, причём законом 1890 года все такие клубы были разделены на 3 класса: 5 % с общей суммы членских взносов платили клубы, в которых сумма эта не превышала 3000 франков, 10 % — если сумма эта колебалась от 3 до 8 тыс. франков, и 20 % — если она превышала 8 тыс. франков. Налог этот относили к числу налогов на предметы роскоши.
Католические клубы (Cercles catholiques) впервые появились во Франции в 1841 году. Особенно быстро они начали распространяться благодаря энергической деятельности и пропаганде виконта де Мен. Это были общества ремесленников, организуемые клерикалами и следовавшие началам католического социализма. В 1888 году таких клубов было до 350, число членов доходило до 37 000. Каждый год проходил общий съезд делегатов всех католических клубов. Они имели свой орган под названием «l’Association catholique».
Военные клубы во Франции. В XVIII веке офицеры собирались в каком-нибудь кафе, куда воспрещался вход нижним чинам. Впоследствии встречаются собрания офицеров в домах командиров. Военные клубы, общие для офицеров всех родов оружия одного гарнизона, появляются только в 1872 году. Они назывались Réunion des officiers, имели целью распространение и популяризацию военных наук, устраивали библиотеки, публичные лекции и т. д. В 1886 году в Париже был открыт Cercle national des armées de terre et de mer, a затем стали открываться и в провинции военные клубы, членами которых обязательно состояли все офицеры действительной службы, а офицеры запаса и территориальной армии — по желанию. При парижском Cercle national выходил еженедельный орган «Revue du cercle militaire».

### Германия
В Германии клубы появились в конце XVIII века. Были клубы политического характера (майнцские клубисты 1790—1793 годов), но имперским законом 1793 года они были запрещены. Революционные движения в различных странах Европы (и в Польше в 1830 году) сопровождались учреждением политических клубов, но они имели лишь краткое существование, не исключая и многочисленных клубов, возникших в 1848 году. В XIX веке в Австрии клубами назывались иногда парламентские группы: клуб Гогенварта (образованный в апреле 1891 году депутатами австрийской палаты, в числе около 70, из представителей крупной поземельной собственности в Чехии, немецких консерваторов, словаков, хорватов и румын), клуб Лихтенштейна и другие. Обыкновенно название клуб давалось в немецких землях увеселительным обществам. Офицерские клубы пользовались пособиями из казны и главным своим назначением имеют служить столовыми для неженатых офицеров, назывались казино; для унтер-офицеров и нижних чинов также были устроены казино. Картина «Партия в шахматы во дворце Фосс в Берлине» (1818, художник Иоганн Эрдман Хуммель) изображает интеллектуальную элиту Пруссии на заседании первого немецкого шахматного клуба за коллективным анализом шахматной позиции (Schadows Schachklub). Художник сам состоял в данном шахматном клубе и изобразил за партией в шахматы своих друзей и партнёров.

### Россия
В России клубы, официально именуемые собраниями, имели своей задачей доставить членам возможность приятного препровождения времени, для чего устраивались разные игры, балы, маскарады, танцевальные и музыкальные вечера, драматические представления, реже литературные и научные чтения. Клубы выписывали книги, газеты и другие периодические издания.
Впервые клубы появились в Санкт-Петербурге по инициативе иностранцев. В первые годы царствования Екатерины II многие из иностранцев, пребывавших в Петербурге, большей частью англичане, люди торговые, собирались несколько раз в неделю в одной гостинице, которую содержал голландский выходец Корнелий Гардинер. В начале 1770 года он закрыл свою гостиницу. Тогда один из обычных посетителей, фабрикант Франц Гарднер, предложил своим сотоварищам учредить клуб. Таким образом создался древнейший и наиболее фешенебельный из русских клубов — петербуржское Английское собрание или клуб. 50 учредителей его избрали своим девизом: concordia et laetitia («Согласие и веселье»). В конце 1771 года число членов дошло до 260, а к 1780 году наплыв желающих поступить в члены клуба был так велик, что установлена была высшая норма в 300 человек. Вместе с тем решено было не принимать в члены лиц выше бригадирского чина; но правило это не могло устоять против натиска генералов и в 1801 году было отменено.
Уже в 1780-е годов Английский клуб стал весьма популярен среди русской знати, а с началом XIX столетия мода посещать Английский клуб усилилась и продолжалась долго: быть членом Английского клуба — значило иметь светское положение. Членами его состояли Карамзин, Пушкин, Жуковский, Крылов, Сперанский, граф Милорадович, Кочубей, Строганов и многие высшие сановники. В 1817 году норма числа членов повышена была до 350, а в 1853 году — до 400. Тем не менее в 1850-е годы считалось до 1 000 кандидатов, которые по старшинству и занимали открывавшиеся вакансии. Виднейшие люди домогались чести вступить в число членов Английского клуба; князь Чернышев и граф Клейнмихель так и умерли, не попав в число избранных. С 1798 года существует в Английском клубе звание почётного члена, которого удостаивались лишь высшие сановники, например Кутузов в 1813 году, Паскевич в 1828 году, впоследствии князь Горчаков.
В одно время с Английским клубом возник и «Шустер-клуб», основанный немцем Шустером; в 1772 году он стал именоваться «Большим бюргер-клубом» и одно время представлял довольно дружное общество, состоявшее из заслуженных чиновников, артистов, богатых русских и иностранных купцов и зажиточных ремесленников; уделял значительные средства благотворительности, имея более 150 пенсионеров. В XIX веке он существовал под названием «Санкт-петербургского первого общественного собрания» (Немецкий клуб). При нём в 1869 году была учреждена вдовья касса.
В 1784 году в Санкт-Петербурге был создан клуб «Коммерческое общество». При Екатерине II возникло в Петербурге и несколько других клубов, в том числе два музыкальных, просуществовавших лишь несколько лет, и «танцклуб», основанный в 1785 году гробовым мастером Уленгутом и славившийся в 1850-е годы своими скандалами. Составлялись также каждую зиму одно английское и одно немецкое купеческое общество для балов.
В конце XIX века в Санкт-Петербурге было 20 клубов, в том числе два яхт-клуба, клуб для врачей, для инженеров, шахматный, членами которого могли быть лица обоего пола, «Собрание экономистов», «Новый клуб», предназначенный для высшего петербургского общества.
В Москве в конце XIX века было 10 клубов, они впервые возникли также при Екатерине II и сначала имели, по-видимому, временный характер (например, учреждённый в 1780 году московский дворянский клуб). Первый постоянный клуб, исключительно для дворян, учреждён был в Москве в 1783 году сенатором М. Ф. Соймоновым и князем А. Б. Долгоруким и первоначально именовался «Московским благородным собранием». Хотя он был учреждён в самый разгар деятельности московских мартинистов и людьми, среди которых было много масонов, но он остался чуждым общественных движений, и потому его не коснулся разгром московских масонских кружков. В 1803 году для Московского благородного собрания составлены были правила, в которых оговорено, что «никакие разговоры в предосуждение веры, правительства или начальства в нём терпимы быть не могут». Его балы приобрели всероссийскую известность и блеском своим изумляли даже Потёмкина. Император Александр I, состоявший его членом, особым рескриптом 1810 года присвоил этому «форуму» дворянства наименование «Российского благородного собрания». К 1844 году финансовые средства этого собрания пришли в упадок. Для поднятия их решено было теснее сплотить собрание с московским дворянством: Высочайшим повелением 20 сентября 1849 года постановлено считать дом Российского благородного собрания собственностью московского дворянства.
При Екатерине II возник в Москве и Английский клуб, но он был закрыт Павлом I, который хотел было уничтожить и санкт-петербургский Английский клуб (последний отстоял член его князь П. В. Лопухин, в честь которого санкт-петербургский Английский клуб и учредил звание почётного члена). С какой подозрительностью император Павел I относился к клубам, видно из Высочайшего повеления его, по которому прусский купец Ширмер, «просивший позволения учредить общество, в коем гражданские чиновники, равно и учёные, купцы и художники могли бы найти препровождение времени по вечерам», был в январе 1801 года, по выдержании на хлебе и воде в течение одного месяца, выслан за границу («Русская Старина», 1873 г., т. VII, стр. 576). При Александре I московский Английский клуб был в 1802 году восстановлен, и к концу того же года число членов его возросло до 600 человек. До 1833 года членом этого клуба состоял А. С. Пушкин; «в палате Английского клуба» ораторствовал П. Я. Чаадаев; император Николай I иной раз справлялся, что говорят о той или другой правительственной мере в московском Английском клубе.
В провинциальных городах клубы стали возникать, главным образом, благодаря съездам дворян для выборов, то есть со времён Екатерины II, и первоначально имели временный характер. Другим элементом, стремившимся к учреждению клубов, было офицерство, которое для устройства балов привлекало «господ граждан» или в качестве гостей, бесплатно или же в качестве членов, с обязательным взносом. В конце XIX века не только в губернских, но и во многих уездных городах существовал клуб, иногда и два или больше, из которых один именовался «благородным» или «дворянским собранием». Большую долю доходов клубы получали от азартных игр. Так, например, в 1838 году Киевское дворянское собрание получило членских взносов 8600 рублей ассигнациями, что составило 2/3 всех доходов собрания; за одну зиму дан 41 бал. В 1887 году в общей сумме доходов киевского дворянского собрания, возросшей до 88 тысяч рублей, членские взносы составили только 7725 рублей, тогда как от карточных игр выручено было 44 700 рублей, а в виде штрафов за игру после установленного часа поступило 9800 рублей.